# Бобриковка
Бобриковка (укр. Бобриківка) — село, относится к Свердловскому району Луганской области Украины. Под контролем самопровозглашённой Луганской Народной Республики.

## География
В селе находится исток реки Деревечки (бассейн Северского Донца). Соседние населённые пункты: города Свердловск на юго-западе и Червонопартизанск на юго-востоке, сёла Ананьевка и Александровка на юге, Зимовники на юго-востоке, Маяк, Калинник, Провалье на востоке, Прохладное, а также посёлок Комсомольский, на западе, сёла Батыр, Верхнедеревечка и Нижнедеревечка на севере.

## Население
Население по переписи 2001 года составляло 379 человек.

## Общие сведения
Почтовый индекс — 94825. Телефонный код — 6434. Занимает площадь 29,26 км². Код КОАТУУ — 4424287702.

## Местный совет
94851, Луганская обл., Свердловский район, с. Провалье, ул. Центральная, д. 2